# 2008 월드 사이언스 페스티벌

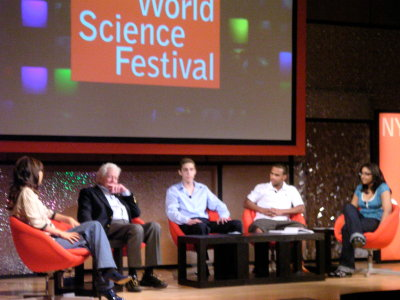

2008 월드 사이언스 페스티벌(2008 World Science Festival)에 관한 문서이다.
제1회 월드 사이언스 페스티벌은 2008년 5월 28일부터 6월 1일까지 뉴욕에서 열렸다. 주로 패널 토론과 무대에서의 대화, 멀티미디어 프레젠테이션으로 구성되었다. 청소년 및 가족 프로그램은 과학적 관점에서 스포츠와 같은 주제를 제시하고 광범위한 거리 박람회를 포함했다. 배우이자 작가인 앨런 알다가 이끄는 문화 프로그램은 과학에서 영감을 받은 예술에 중점을 두었다. 이 페스티벌에는 과학, 정치, 행정, 비즈니스 분야의 고위급 참가자들이 모이는 월드 사이언스 서밋(World Science Summit)도 포함되었다.
이 축제는 컬럼비아 대학교의 물리학자 브라이언 그린과 에미상을 수상한 TV 저널리스트 트레이시 데이(Tracy Day)의 아내가 고안한 것이다. 이 행사는 컬럼비아 대학교, 뉴욕 대학교, 메트로폴리탄 미술관 등 뉴욕시의 주요 문화 및 학술 기관과 협력하여 개최되었다.